# Northrop B-2
Die Northrop B-2 Spirit ist ein vierstrahliger strategischer Bomber des US-amerikanischen Herstellers Northrop. Sie wurde zwischen 1988 und 1997 in den USA produziert. Die als Nurflügler ausgelegte B-2 ist der bekannteste Tarnkappenbomber (englisch stealth bomber) und gilt als das teuerste Kampfflugzeug der Welt. Sie wird ausschließlich von der United States Air Force eingesetzt.
Die B-2 ist eine hinsichtlich Tarnkappentechnik optimierte Konstruktion, das heißt, sie ist wesentlich schwieriger zu entdecken und zu bekämpfen als konventionelle Bomber. Ursprünglich war das Flugzeug als Kernwaffenträger konzipiert, der im Konfliktfall die sowjetische Flugabwehr umgehen sollte, um dann tief im Hinterland feindliche Ziele mit einer großen Zahl an Nuklearwaffen zu bekämpfen. Nach dem Ende des Kalten Krieges wurden allerdings zahlreiche Modifikationen vorgenommen, um auch eine breite Palette konventioneller und präzisionsgelenkter Luft-Boden-Raketen einsetzen zu können.
Die B-2 soll ab etwa 2026 durch die modernere B-21 ersetzt werden. Geplant sind etwa 100 Stück der B-21.

## Entwicklung und Geschichte

### Die Ursprünge
Die Ursprünge der B-2 lassen sich bis ins Jahr 1974 zurückverfolgen. Zu diesem Zeitpunkt begann die DARPA, eine Organisation zur Erforschung neuer Technologien für die US-Streitkräfte, im Rahmen des Projekts Harvey (der Name ist eine ironische Anspielung auf den unsichtbaren Hasen, der James Stewart im Film Mein Freund Harvey begleitet) Studien über Fluggeräte mit geringer Entdeckungswahrscheinlichkeit. Zwar hatte die Air Force bereits Erfahrungen mit solchen Fluggeräten gemacht (Lockheed SR-71 und Lockheed U-2), allerdings konnten sich diese nicht alleine auf ihre Tarnkappeneigenschaften („stealth“) verlassen, sondern mussten ihre Sicherheit durch große Flughöhen und Geschwindigkeit steigern. Das Projekt Harvey sollte jedoch eine Maschine hervorbringen, die vollständig durch ihre Stealth-Eigenschaften geschützt wurde. Im Januar 1975 erhielten McDonnell Douglas und Northrop Aufträge für entsprechende Entwürfe. Mitarbeiter von Lockheed bekamen Kenntnis von dem Projekt und so wurde dort auf eigene Kosten ebenfalls eine Studie erarbeitet. Dies zahlte sich aus, denn die DARPA wählte Northrop und Lockheed aus, um Experimental Survivable Testbed (XST) genannte Modelle zu entwickeln. Die XST waren nicht flugfähig, besaßen jedoch vollen Radarquerschnitt und wurden für Radartests auf der Holloman Air Force Base verwendet.
Im März 1976 wurde Lockheed als Gewinner der Ausschreibung bekannt gegeben, da der Entwurf bessere Rundum-Stealtheigenschaften bot und Lockheed mehr Erfahrung mit radarabsorbierenden Materialien (RAM) hatte. Im Folgenden entwickelte das Unternehmen zwei weitere, flugfähige Demonstratoren, genannt Have Blue. Aus diesen Maschinen ging wiederum die F-117 „Nighthawk“ hervor.

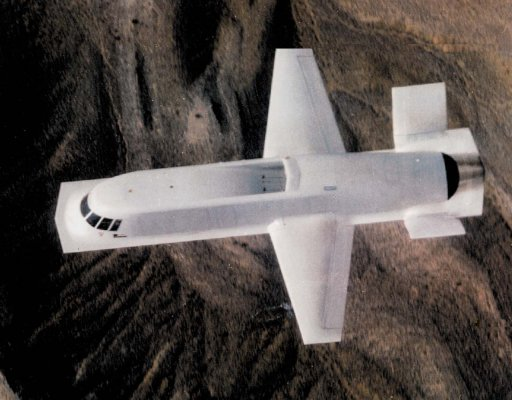
Der Prototyp Northrop Tacit Blue

Northrop war zwar im Wettbewerb um das Experimental Survivable Testbed ausgeschieden, aber schon im Dezember 1976 kontaktierte die DARPA das Unternehmen erneut, da um Vorschläge für das neue „Assault Breaker“-Programm des Verteidigungsministeriums der Vereinigten Staaten gebeten wurde. Das Projekt sollte ein Flugzeug hervorbringen, das bei einem Krieg in Europa weit hinter den Frontlinien die zahlenmäßig überlegenen sowjetischen Panzerverbände bekämpfen sollte. Hierzu wurde eine hohe Überlebensfähigkeit, moderne Sensoren und die Befähigung zum Einsatz von präzisionsgelenkter Munition gefordert. Das Projekt war in einen Aufklärer, den Northrop herstellen sollte, und einen Waffenträger aufgeteilt. Dieses Modell wurde als Battlefield Surveillance Aircraft – Experimental (BSAX) bezeichnet und sollte Zieldaten für die waffentragende Maschine liefern. Da es auch länger über einem Gebiet patrouillieren sollte, wurde großer Wert auf gute Stealth-Eigenschaften aus allen Winkelbereichen gelegt. Im Jahr 1977 wurde ein erster Prototyp fertiggestellt und erprobt. Die Testergebnisse waren unbefriedigend und so wurde ein neuer Entwurf eingereicht. Im April 1978 erteilte die DARPA Northrop dann den Auftrag, einen neuen flugfähigen Prototyp anzufertigen, der als Tacit Blue (deutsch etwa: „stilles Blau“) bezeichnet wurde.
Der Erstflug des Prototyps fand im Februar 1982 statt, dem in den nächsten drei Jahren 134 weitere Flüge folgten. Im Jahr 1984 entschied die Air Force, dass sie eine Aufklärungsplattform ohne Tarnkappentechnik beschaffen würde. Die Wahl fiel auf eine modifizierte Boeing 707, aus der dann die E-8 „Joint Stars“ hervorging. Der Tacit-Blue-Prototyp wurde daher nicht weiter fortentwickelt.

### Das ATB-Programm

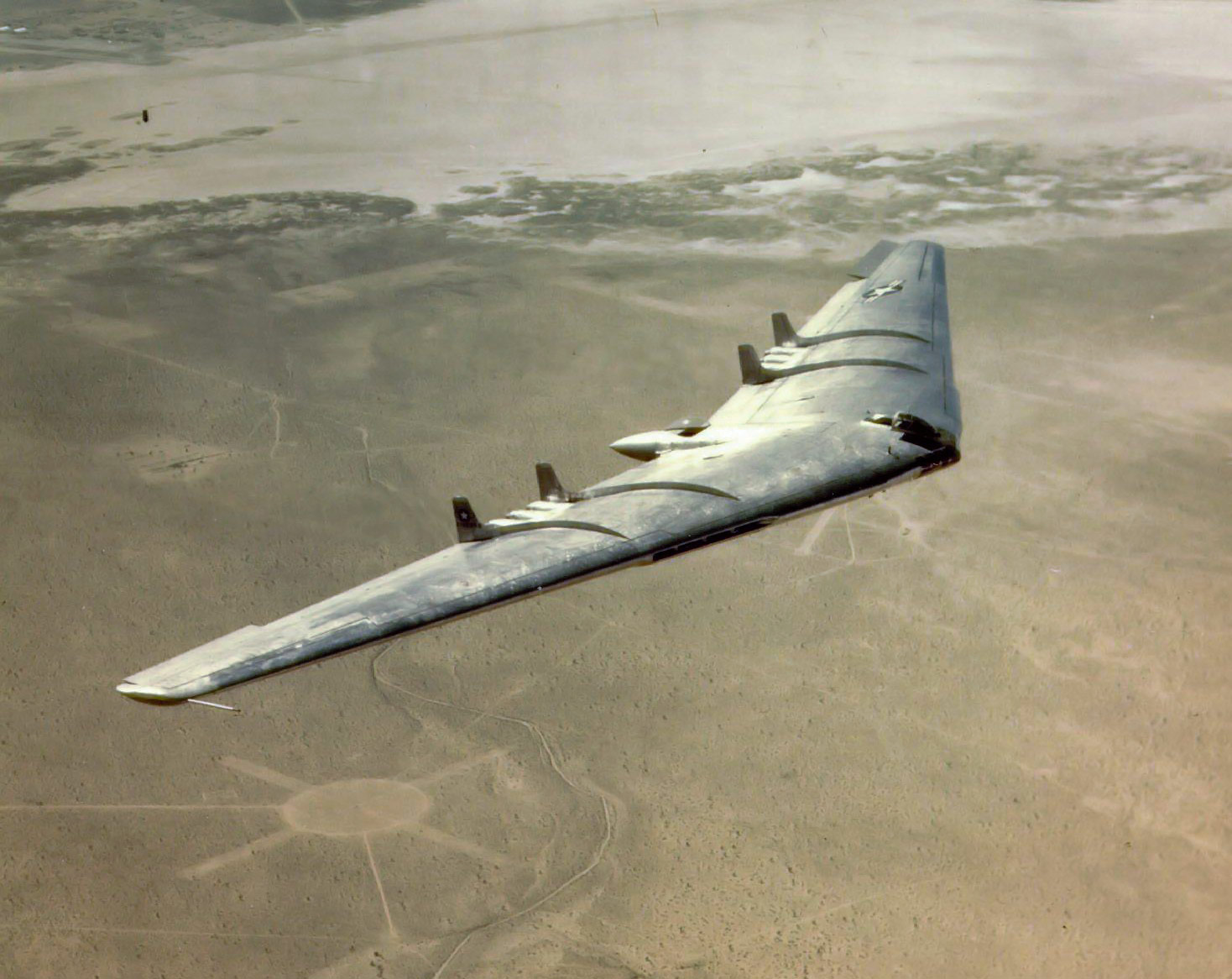
Die YB-49

Noch während Northrop an dem Tacit-Blue-Demonstrator arbeitete, wurde innerhalb des Pentagons eine neue Studie in Auftrag gegeben. Geplant wurde eine Stealth-Maschine, die in der Lage sein sollte, völlig selbstständig Ziele aufzuklären und präzise zu bekämpfen. Lockheed reichte relativ schnell einen Entwurf ein, der im Wesentlichen eine vergrößerte F-117 war. Trotzdem forderte das Pentagon auch Northrop auf, ein Konzept einzureichen. Das Unternehmen griff bei dem Entwurf auf ein Konzept zurück, das es schon vor mehr als 30 Jahren entwickelt hatte: den Nurflügler, mit der YB-49 als Prototyp. Primäres Argument für diesen radikalen Ansatz waren, verglichen mit konventionellen Konstruktionen, die deutlich besseren Tarnkappeneigenschaften. Im August 1979 wurden schließlich die Vorschläge eingereicht, die unter dem Namen „Advanced Strategic Penetration Aircraft“ (ASPA) firmierten. Im September 1980 formalisierte die Air Force dann die Anforderungen zum „Advanced Technology Bomber“-Programm (ATB). Für diesen Wettbewerb schloss sich Lockheed mit Rockwell zusammen und Northrop mit Boeing.
Im Oktober 1981 gab die Air Force dann bekannt, dass das Northrop-Konzept mit dem Codenamen „Senior Ice“ die Ausschreibung gewonnen hatte. Der anschließende Entwicklungsvertrag umfasste zwei Zellen für statische Bodentests, einen flugfähigen Prototypen und fünf weitere Testmaschinen.
Informationen zu dem Konkurrenzentwurf von Lockheed, als „Senior Peg“ bezeichnet, unterlagen noch bis 2005 der Geheimhaltung.

### Fertigung und Einführung

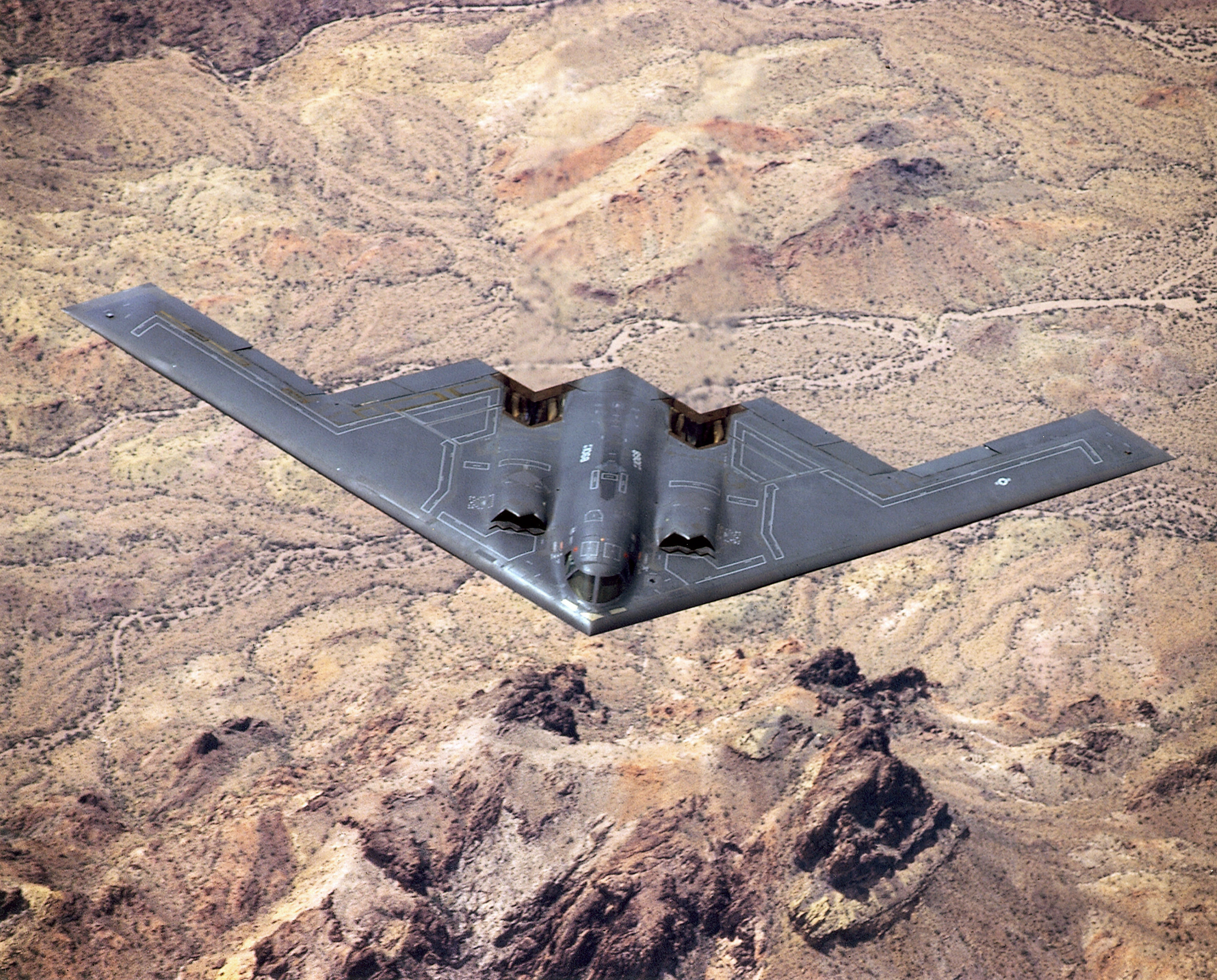
Die „Spirit of Missouri“ bei ihrem Erstflug

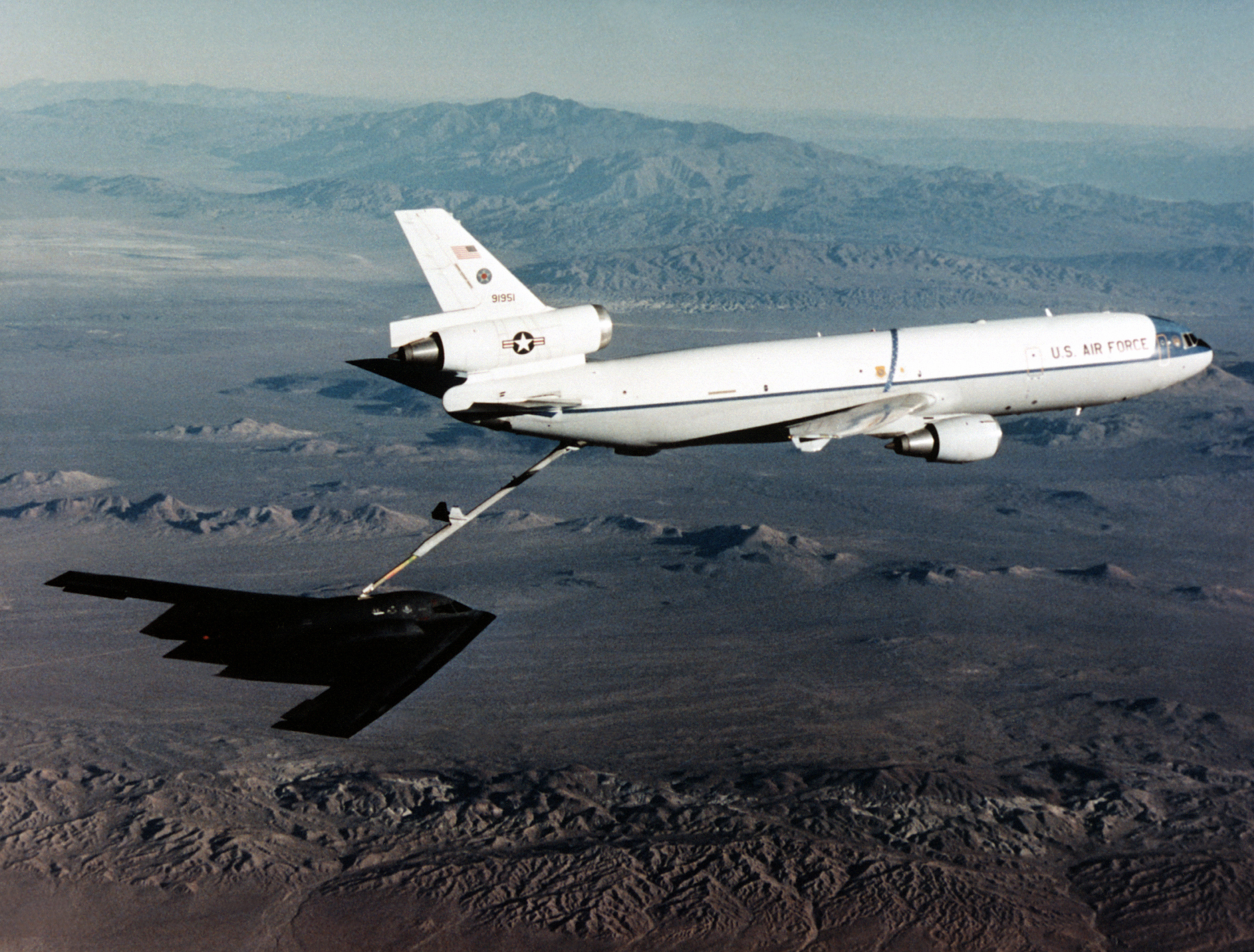
Testflug mit der ersten Luftbetankung durch eine KC-10 Extender im September 1989

Vor der Serienfertigung wurde höchstwahrscheinlich ein vierstrahliges Testflugzeug im Maßstab 1:2 gefertigt, um genauere Abschätzungen des Radarquerschnitts zu ermöglichen. Im Jahr 1986 wurde dann in einem stillgelegten Ford-Automobilwerk bei Pico Rivera ein Ingenieurmodell in Originalgröße errichtet, an dem die letzten wesentlichen Änderungen durchgeführt wurden. Die Anlage gilt als das größte, striktester Geheimhaltung unterworfene Industriegelände der USA. Trotz der 12.000 Mitarbeiter gelangte praktisch keine geheime Information nach außen. Bei der Serienfertigung kamen ausschließlich die neuesten verfügbaren Fertigungstechnologien zum Einsatz, wobei sich dies insbesondere auf die computergesteuerten Abschnitte bezog. Für die erste Maschine gab die Air Force dann im November 1987 zwei Milliarden US-Dollar frei. Anfang 1986 gab US-Senator Barry Goldwater, Vorsitzender des Verteidigungsausschusses im US-Senat, offiziell bekannt, dass der Stealth-Bomber 1991 als Fernbomber in der US-Luftwaffe aufgenommen werden soll.
Am 20. April 1988 wurde das Projekt der Öffentlichkeit vorgestellt, indem eine verhältnismäßig detaillierte Zeichnung der Maschine veröffentlicht wurde, zuvor gab es nur schematische Zeichnungen von Seiten der Presse. Gleichzeitig wurde der Jungfernflug für den Herbst desselben Jahres angekündigt. Am 22. November fand der Rollout der ersten B-2 vor geladenen Gästen statt. Die Tribünen waren so angeordnet, dass nur der vordere Teil der Maschine sichtbar war, während das Heck verdeckt blieb. Allerdings gelang Michael A. Dornheim, einem Reporter von Aviation Week, die Szenerie mit einem Kleinflugzeug zu überfliegen und die B-2 von oben zu fotografieren. Diese legale Aktion bescherte dem Magazin große mediale Aufmerksamkeit und gilt bis heute als ihre spektakulärste Story. Das Programm wurde unverändert weitergeführt und am 17. Juli 1989 fand der Erstflug der B-2 statt. Sie flog von den Hallen der Lockheed Advanced Development Projects Unit (besser bekannt als „Skunk Works“) zur nah gelegenen Edwards Air Force Base. An Bord waren Northrops Testpilot Bruce Hinds und Colonel Richard Couch von der Air Force. Am 23. September 1989 fand der erste Testflug mit Luftbetankung an einer KC-10 statt.
Anfangs war die Beschaffung von 132 Exemplaren der Maschine geplant, was jedoch am Ende des Kalten Krieges aufgrund der enormen Kosten auf insgesamt 21 Stück (16 Serienmaschinen und 5 zu Serienmaschinen umgerüstete Vorserienflugzeuge) zusammengestrichen wurde. Im Einsatz waren jedoch nur 20 Maschinen, da eine Maschine permanent für Test- und Entwicklungszwecke auf der Edwards Air Force Base stationiert ist. 19 dieser Maschinen wurden mit einem vorangestellten „Spirit“ nach US-Bundesstaaten benannt, beginnend mit der „Spirit of Missouri“, einzige Ausnahme ist die North Carolina gewidmete „Spirit of Kitty Hawk“. Die letzte B-2 erhielt den Namen „Spirit of America“.

### Einsatz

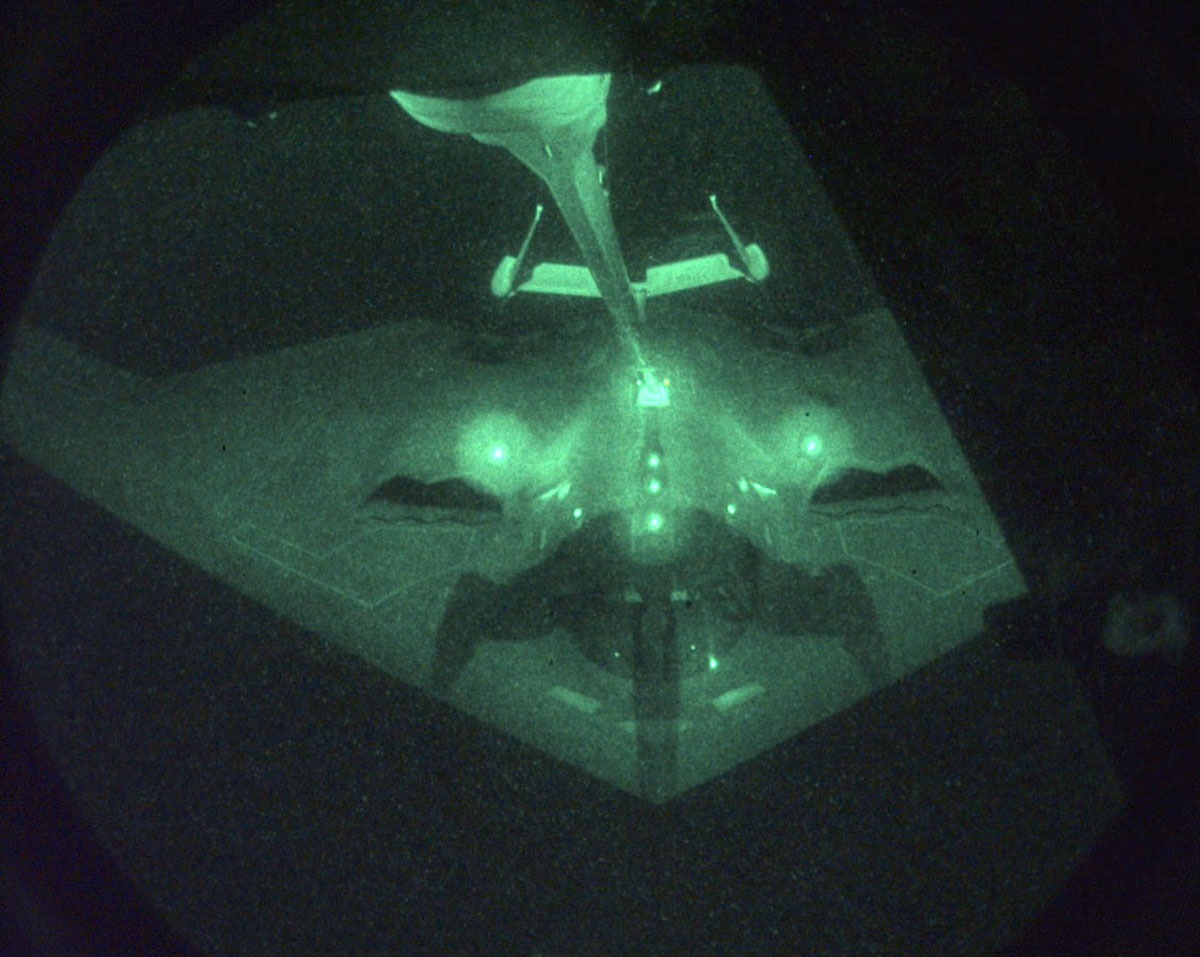
Eine B-2 wird nach einem Einsatz über Jugoslawien luftbetankt

Ihren ersten Kampfeinsatz hatte die B-2 1999 im Rahmen des Kosovokrieges. Zwei Bomber (Konfiguration „Block 30“) des 509th Bomb Wing hoben am Morgen des 25. März von der Whiteman Air Force Base in Missouri ab, um nach mehreren Luftbetankungen Ziele in Jugoslawien anzugreifen. Dazu gehörten als wichtig eingestufte Kommunikationseinrichtungen, Luftabwehrsysteme, Flughäfen und Kasernen. Der gesamte Einsatz, bei dem jeder Bomber 16 JDAM-Präzisionsbomben abwarf, dauerte 31 Stunden. In der Nacht vom 7. auf den 8. Mai warf eine B-2 fünf JDAMs ab, welche die chinesische Botschaft in Belgrad trafen. Laut amerikanischer Stellungnahmen war dies Ergebnis fehlerhafter Geheimdienstinformationen. Bis zum Ende des Konflikts im Juni flog die B-2-Flotte insgesamt 32 Einsätze und warf dabei über 500 JDAMs ab. Eigene Verluste oder Beschädigungen waren nicht zu verzeichnen.
Bei den Hauptkampfhandlungen während des Afghanistankriegs Ende 2001 wurden sechs B-2-Maschinen eingesetzt. Hierbei wurde auch der längste Kampfeinsatz in der Geschichte der Luftfahrt durchgeführt: Er dauerte insgesamt 44 Stunden. Die Flugzeuge waren auf der Whiteman Air Force Base stationiert, flogen von dort Angriffe auf Ziele in Afghanistan, um anschließend nach ihrer Landung auf der Andersen Air Force Base – auf der pazifischen Insel Guam – bei laufenden Triebwerken betankt und bewaffnet zu werden. Anschließend flogen sie erneut Angriffe gegen Ziele in Afghanistan und kehrten schließlich zur Whiteman Air Force Base zurück.
Während des Irakkrieges im Frühjahr 2003 kamen vier B-2-Maschinen zum Einsatz. Die Maschinen absolvierten dabei 49 Missionen, wobei 27 erneut von der Whiteman Air Force Base geflogen wurden. Die restlichen 22 Flüge wurden von Diego Garcia und von Guam aus durchgeführt. Die vier B-2-Bomber warfen während des Irakkriegs ca. 700 Tonnen Bomben ab, darunter auch 583 JDAMs.

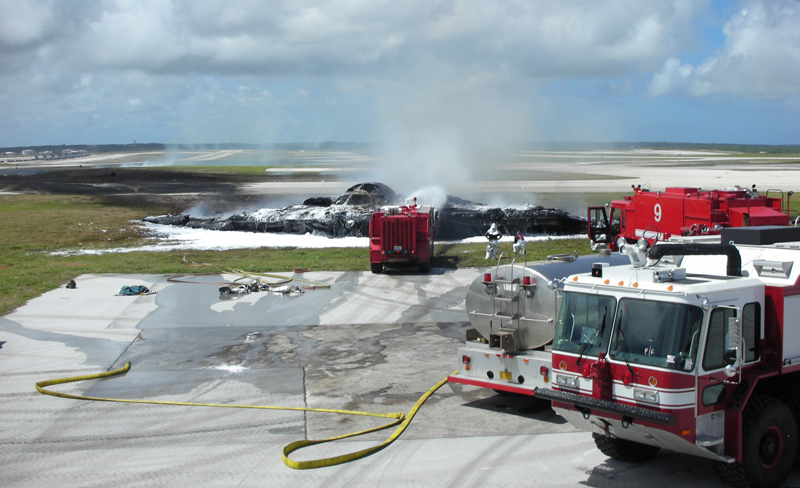
Das ausgebrannte Wrack der „Spirit of Kansas“

Da die Wartung der empfindlichen Hülle der Maschinen einen klimatisierten und für die Flügelspannweite entsprechend großen Hangar erfordert, wurde extra für die B-2 ein verlegbarer Hangar, das Extra Large Deployable Aircraft Hangar System mit einer Breite von 76 m, einer Länge von 38 m und einer Höhe von 18 m entwickelt. Insgesamt zehn Stück davon wurden in Diego Garcia, auf Guam und Fairford errichtet, um die B-2 näher an ihren Einsatzorten stationieren und warten zu können.
Am 23. Februar 2008 kam es zum Verlust einer B-2. Die Maschine mit dem Namen „Spirit of Kansas“ (AV-12, Kennzeichen 89-0127) verunglückte während des Abhebens auf der Andersen Air Force Base, wobei sich beide Piloten mit den Schleudersitzen retten konnten. Der Pilot wurde leicht, der Copilot schwer verletzt. Ursache war Feuchtigkeit in einem Sensor, der Daten für die Fluglageregelung lieferte. Entgegen den Vorschriften wurde der Sensor vor der Kalibrierung nicht durch Erhitzen getrocknet. Durch die fehlerhaften Daten des Sensors steuerte die Fluglageregelung das Flugzeug beim Abheben in einen zu steilen Anstellwinkel, was zu einem Strömungsabriss und damit zum Absturz führte.
Im Rahmen der Operation Odyssey Dawn griffen drei B-2-Bomber im März 2011 Flugfelder in Libyen an, um die Flugverbotszone nach der Resolution 1973 des UN-Sicherheitsrates durchzusetzen.
Am 20. Januar 2017 griffen zwei B-2 südlich von Sirte ein Camp der Terrormiliz Islamischer Staat an. Mindestens 80 IS-Kämpfer wurden dabei getötet.
Im September 2021 und Dezember 2022 kam es zu zwei Bruchlandungen einer B-2 auf der Whiteman AFB. Während die USAF nach der ersten die beschädigte B-2 noch aufwendig reparieren ließ, wurde beim zweiten Mal entschieden, dass sich eine Reparatur bei veranschlagten Kosten von 300 Millionen Dollar nicht mehr lohnen würde. Erst Mitte 2025 wurde der Unfallbericht des Unfalls 2022 veröffentlicht. Beim Endanflug kam es zu einem Ausfall des Hydrauliksystems des Hauptfahrwerks. Beim Aufsetzen knickte das linke Hauptfahrwerk sofort ein. Der linke Flügel schlug auf die Landebahn. Als die Maschine zum Stehen kam, brannte die linke Flügelspitze. Das Feuer führte zur Explosion des linken Ausgleichs-Treibstofftanks und später des linken Außenbord-Treibstofftanks. Der Unfallbericht dokumentiert Konstruktionsschwächen des Hauptfahrwerks. Eine verzögerte Brandbekämpfung führte dazu, dass sich die Flammen ausbreiteten; diese verursachten weitere Schäden. Nach dem Unfall setzte man die B-2A-Flüge aus, um alle Maschinen zu überprüfen. Erst am 22. Mai 2023 wurde der Flugbetrieb voll aufgenommen. Damit waren ab da nur noch 19 Maschinen einsatzfähig, von denen maximal 18 dauerhaft auf Whiteman stationiert sind und mindestens eine auf der Edwards AFB für Tests.
Am 16. Oktober 2024 griffen B-2 Ziele in Jemen an. Der Nachtangriff erfolgte im Rahmen der Krise am Roten Meer. Dabei wurden fünf verbunkerte Waffenlager der Ansar Allah (Houthi-Bewegung) in der Region von Sanaa und Saʿda bombardiert.
Am 22. Juni 2025 griffen B-2 die Nuklearanlagen des Irans in Fordo und Natanz an. Die sieben B-2 setzten dabei vierzehn bunkerbrechende Bomben des Typs GBU-57 ein. Der Angriff markierte den Eintritt der USA in den Israelisch-iranischen Krieg von 2025.

## Technik und Konstruktion

### Flugzeugzelle

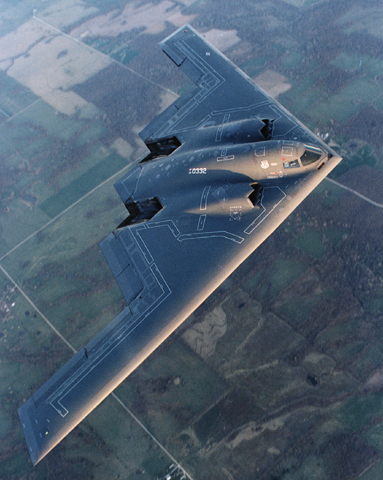
Eine B-2 im Flug

Die B-2 ist ein Nurflügler; sie besitzt somit keine Seitenleitwerke, was wesentlich zur Reduzierung des Radarquerschnitts beiträgt. Die Struktur und die Oberfläche bestehen zum überwiegenden Teil (etwa 90 %) aus mittels Epoxidharz verbundenem kohlenstofffaserverstärkten Kunststoff. Um die Radarsignatur niedrig zu halten, wurde der Flügel mit möglichst wenigen strukturunterbrechenden Elementen konstruiert. Zu diesen Elementen gehören vor allem Wartungsklappen, deren Anzahl auf ein Minimum reduziert wurde und die zu großen Teilen auf der Oberseite untergebracht sind, wo eine Anstrahlung durch Radarsysteme sehr unwahrscheinlich ist. Viele wartungsrelevante Baugruppen der Maschine sind so zusammengefasst worden, dass sie auch durch notwendigerweise vorhandene Zugänge (z. B. den Cockpitzugang und die Fahrwerksschächte) erreichbar sind. Die gesamte Form der Maschine ist weich und fließend ausgeführt, um Radarortung durch scharfe Kanten oder ähnliche Strukturen zu vermeiden. Hierzu war eine extrem präzise Fertigung der Oberflächenstruktur nötig, die vollständig computergestützt arbeitete und Toleranzen von nur 0,025 mm aufwies. Beim Frontprofil wurde großer Wert auf Einfachheit gelegt: die beiden mittelmäßig gepfeilten Flügelvorderkanten treffen sich am Bug, wodurch Radarsignale nicht in Flugrichtung zurückgeworfen werden. Das W-förmige Heck erfüllt den gleichen Zweck, wobei es auch das ausgeklügelte Klappensystem zur Flugsteuerung beherbergt.
Dieses besteht aus insgesamt neun Klappen, von denen acht symmetrisch zueinander angebracht sind. Das äußere Paar besteht aus zwei unabhängig spreizbaren Klappen, die sowohl für das Gieren zuständig sind und daneben als Luftbremse fungieren. Da Klappen strukturunterbrechende Elemente sind, vergrößern sie den Radarquerschnitt, weswegen dieses Klappenpaar während Gefechtsoperationen in eine unter Stealth-Gesichtspunkten optimale Lage gebracht wird. Im Landeanflug bleiben die Klappen leicht geöffnet, um die Richtungsstabilität zu sichern. Das Gieren wird dann durch unterschiedliche Schubregelung der vier Triebwerke unterbunden. Die nächsten drei Paare sind durchweg als Elevons ausgeführt. Die neunte Klappe befindet sich in der Mitte des Hecks (auch „Biberschwanz“ genannt) und fungiert als Höhenruder. Die versenkten Aufhängungen der Steuerflächen waren jedoch anfangs störanfällig und weisen (durch das Fehlen von Ausgleichgewichten) eine geringe Lebensdauer auf. Die gesamte Konstruktion ermöglicht der B-2 Rollraten, die auf dem Niveau der F-117 liegen.

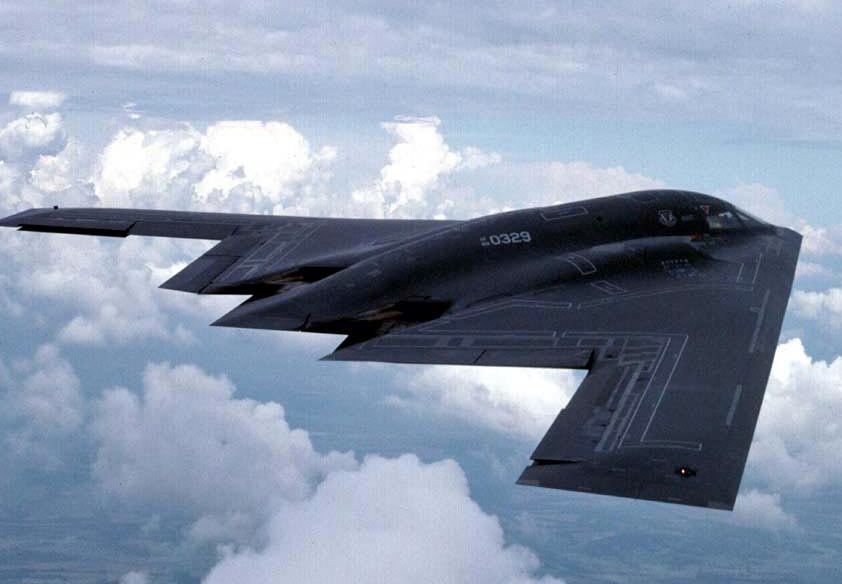
Heckansicht einer B-2

Besonders aufwendig ist der Bereich um die vier Triebwerke konstruiert. Diese befinden sich paarweise in zwei markanten Triebwerksbuchten rechts und links des Cockpits. Die Lufteinläufe sind auf der Oberseite angebracht, da sie dort besser vor bodengestützten Radarsystemen geschützt sind. Da die B-2 allerdings auch Tiefflugmissionen durchführen soll und leistungsfähige luftgestützte Radare (z. B. die von AWACS-Maschinen) zum Bedrohungsspektrum gehören, sind trotzdem Maßnahmen zur Vermeidung von Signaturen in diesem Bereich getroffen worden. So sorgt das Zick-Zack-Muster für eine effiziente Streuung von frontal einfallenden elektromagnetischen Wellen. Die Triebwerke befinden sich tief im Flügelinnern, wo ihre Fan-Schaufeln durch S-förmige mit radarabsorbierenden Materialien versehenen Strukturen im Lufteinlauf eine Reflexion elektromagnetischer Wellen verhindern. Da die B-2 auch im Infrarotbereich verminderte Emissionen aufweisen sollte, musste der Abgasstrahl der Triebwerke gekühlt werden. Hierzu wird beim Lufteinlass kühle Luft aus der Grenzschicht unterhalb des Haupteinlasses entnommen, um diese mit den heißen Abgasen am Ende des Triebwerkes zu mischen. Die so etwas kühleren Abgase werden danach auf eine Oberfläche aus hitzebeständigen Kohlefaserelementen und Titanlegierungen geleitet, die den Abgasstrahl seitlich verteilen, um seine weitere Abkühlung zu beschleunigen. Die Triebwerke sind außerdem schallgedämmt, um eine akustische Ortung besonders im Tiefflug zu vermeiden.

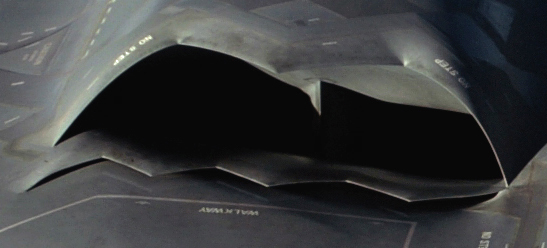
Der Lufteinlauf der rechten Triebwerksbucht. Unten liegend die Ansaugöffnung für Kühlluft.

Unmittelbar hinter den Hauptfahrwerksschächten befinden sich zwei weitere Schächte, in denen ursprünglich Systeme zur Eliminierung von Kondensstreifen mittels einer Chlor-Fluor-Schwefelsäure untergebracht werden sollten. Dieser Plan wurde allerdings verworfen, da die Säure aufgrund ihrer starken Korrosionswirkung problematisch in der Lagerung war und darüber hinaus eine deutliche Signatur im UV-Spektrum verursachte. Stattdessen wurde im Heckbereich ein Laser eingebaut, der eine mögliche Kondensstreifenbildung detektiert und an die Piloten meldet, so dass auf eine geeignete Flughöhe ausgewichen werden kann. Die beiden Schächte blieben dadurch frei und bieten Platz für zukünftige Upgrades wie Störsysteme oder kleine Lenkwaffen.
Die gesamte Bombenlast der B-2 ist in zwei Waffenschächten untergebracht. Sie sind mit einem rotierenden Abwurfsystem ausgestattet, wobei es verschiedene Typen gibt, die je nach Mission ausgetauscht werden können. Die Klappen der Schächte sind ähnlich den Triebwerkseinläufen mit einem Zick-Zack-Muster versehen, um durch Mehrfachreflexion mögliche Echosignale abzuschwächen und besser zerstreuen zu können. Die B-2 kann auch luftbetankt werden; die entsprechende Öffnung, die während des Marschfluges zur Verbesserung der Stealth-Eigenschaften durch eine Klappe abgedeckt wird, befindet sich hinter dem Cockpit auf der Oberseite der Maschine.

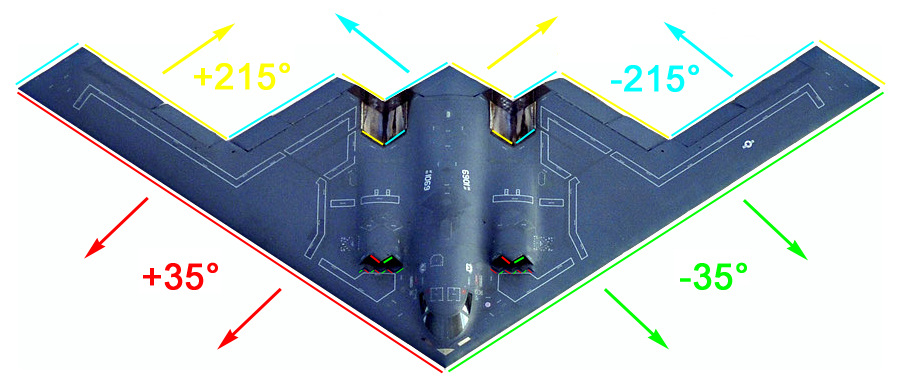
Die zwei primären Reflexionswinkel (in jeweils beide Richtungen) der Flügel- und Strukturkanten

Bei der B-2 kommen auch radarabsorbierende Materialien zum Einsatz, jedoch nicht wie bei der F-117 auf der gesamten Oberfläche.
Einem Untersuchungsbericht des General Accounting Office zufolge ist die Beschichtung empfindlich gegen Feuchtigkeit und Hitze.
Besondere Aufmerksamkeit wurde den Flügelvorderkanten gewidmet, die durch ihre interne Struktur (höchstwahrscheinlich pyramidenförmige Absorber oder ein Sägezahnmuster) nur extrem wenig Radarenergie zurückstrahlen. Insgesamt wurden fast alle Kanten, auch die der Wartungsklappen oder Triebwerksein- und Auslässe, so angeordnet, dass einfallende Sendeimpulse von Radargeräten nur in vier extrem schmalen Winkelbereichen direkt zum Sender reflektiert werden: 35°, 145°, 215° und 325°. In diesen schmalen Bereichen (≈ 1 % der möglichen Winkel) steigt der durch Kanten verursachte Radarquerschnitt (engl. radar cross section, RCS) zwar stark an, in den anderen Winkelbereichen tendiert er jedoch nahezu gegen Null. Durch eine genaue Routenplanung, welche die Position von feindlichen Radaranlagen berücksichtigt, kann dieser Effekt optimal ausgenutzt werden, um den Gesamt-Radarquerschnitt der Maschine deutlich zu senken. Die US Air Force hat sich bis heute nicht zum Radarquerschnitt der B-2 geäußert, Fachleute nehmen allerdings einen RCS von 0,1 bis 0,05 m² an.

### Triebwerke

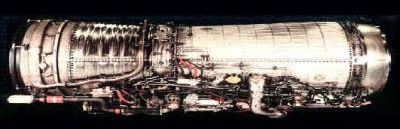
Ein F118-Triebwerk

Die B-2 wird von vier F118-GE-110-Turbofans angetrieben, die auch in modifizierter Form bei der Lockheed U-2 zum Einsatz kommen. Das F118 ist im Wesentlichen ein Derivat der F101-Serie, besitzt allerdings ein deutlich höheres Nebenstromverhältnis, was die Temperatur der Abgase senkt und so auch die Infrarot-Signatur der Maschine verringert. Aus diesem Grund ist auch kein Nachbrenner vorhanden. Das Triebwerk wird durch ein FADEC-System kontrolliert, liefert bis zu 84,6 kN Schub und weist einen spezifischen Verbrauch von 68,33 kg/kNh auf. Die Brennkammer war Gegenstand intensiver Forschung und Modifikationen, da Kondensstreifen und hohe Abgastemperaturen so weit wie möglich verhindert werden sollten. Zur Feuerlöschung kommt ein Halon-basiertes System zum Einsatz.

### Avionik

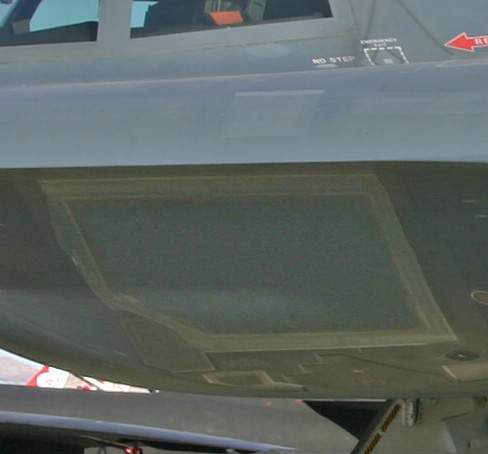
Das APQ-181-Radar (helle Fläche unterhalb der Flügelkante)

Aufgrund ihrer außergewöhnlichen Konstruktion ist die B-2 ein Flugzeug mit negativer statischer Stabilität (auch als „aerodynamisch instabil“ bekannt). Das bedeutet, dass sie ohne permanente computergenerierte Steuerbefehle unkontrollierbar wäre und sofort abstürzen würde. Daher verfügt die B-2 über ein digitales und vierfach redundantes Fly-by-Wire-System, das die Eingaben des Piloten interpretiert und daraus die benötigten Steuersignale erzeugt.
Als Bordradar kommt das AN/APQ-181 zum Einsatz, das speziell für den Einsatz mit der B-2 konzipiert wurde. Es basiert im Wesentlichen auf dem AN/APG-70 der F-15 Eagle, verfügt allerdings über keinerlei Luft-Luft-Betriebsmodi. Es erzeugt jedoch durch die Kombination einer passiven Phased-Array-Antenne und einer verhältnismäßig hohen Arbeitsfrequenz von 12 bis 18 GHz überdurchschnittlich hochauflösende SAR-Radarbilder. Damit die eventuellen Radaremissionen der B-2 nicht von feindlichen SIGINT-Systemen erfasst werden, verfügt das APQ-181 über LPI-Eigenschaften. Des Weiteren verfügt es über etwa 20 weitere Luft-Boden-Betriebsmodi, beispielsweise GMTI oder Terrain avoidance (ermöglicht Flughöhen von rund 60 Metern über Grund). Die beiden Antennenflächen befinden sich je rechts und links unter dem Cockpitbereich.
Die Avionik wird durch 13 EMP-resistente MIL-STD-1750A-Computer kontrolliert, die durch 26 MIL-STD-1553B-Datenleitungen miteinander verbunden sind. Die restlichen Systeme sind meist mittels Lichtwellenleitern vernetzt. Zur Kommunikation wird primär eine SATCOM-Satellitenverbindung genutzt, da diese schwieriger zu orten und überall auf der Erde funktionsfähig ist. Außerdem ist eine Anlage für den Empfang von Nachrichten auf Längstwellen-Frequenzen vorhanden. Die Navigation basiert auf einem inertialen und einem astronomischen System, wobei letzteres bei großer Flughöhe auch am Tage einsatzfähig ist. Tactical Air Navigation wird ebenfalls unterstützt.
Die B-2 verfügt über ein komplexes System zur elektronischen Kampfführung, dessen genaue Zusammensetzung weitestgehend der Geheimhaltung unterliegt. Allerdings sind die hoch entwickelte AN/APR-50-Radarwarnanlage und das AN/AAR-54-Raketenwarnsystem definitiv ein Teil dieses Komplexes.

### Cockpit

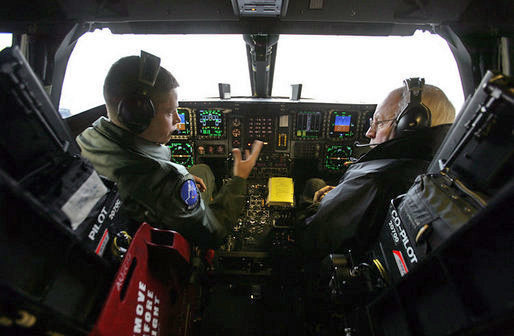
Blick in das Cockpit der B-2, auf dem Co-Pilotensitz rechts der damalige US-Vizepräsident Dick Cheney

Trotz der komplexen Systeme und des anspruchsvollen Missionsprofils genügen zur Bedienung der Maschine zwei Piloten (zum Vergleich: eine B-52H benötigt mindestens fünf Besatzungsmitglieder), wobei ein Sitz für eine weitere Person vorhanden ist. Dies ist vor allem auf den umfassenden Einsatz moderner Computersysteme zurückzuführen, die viele Arbeitsschritte automatisiert ausführen und die große Mengen an gewonnenen Informationen für die Piloten anschaulich und leicht interpretierbar aufbereiten. Das Cockpit ist mit insgesamt acht Farb-Multifunction-Displays ausgestattet, die je nach aktueller Situation unterschiedliche Informationen anzeigen können, zum Beispiel Fluginstrumente, Landkarten oder Waffensysteminformationen.
Für lange Einsatzdauern, im Extremfall bis zu 35 Stunden, stehen der Besatzung eine chemische Toilette, eine Matratze und eine kleine Küchennische zur Verfügung. Die Piloten sitzen während des Fluges auf ACES-II-Schleudersitzen, wobei im Falle eines Notausstieges vor deren Auslösen ein Teil des Cockpitdaches abgesprengt wird.

## Varianten

### Block 10
Basisversion. Kann lediglich ungelenkte Mk-84-Bomben und frei fallende Nuklearwaffen einsetzen. Auch einige Teile der Avionik sind noch nicht implementiert. Die Auslieferungen begannen im Dezember 1993 und endeten nach zehn Maschinen zum Ende des Jahres 1995.

### Block 20
Ab 1996 wurde diese voll einsatzfähige Variante ausgeliefert. Maschinen dieser Serie besitzen einen GPS-Empfänger und können daher auch gelenkte Bomben der JDAM-Serie einsetzen. Die letzte der acht Maschinen wurde 1997 ausgeliefert. Alle „Block-10“-Modelle wurden ebenfalls auf diesen Stand gebracht.

### Block 30
Im Jahr 1997 wurden zwei B-2 dieses Standards ausgeliefert. Gegenüber der „Block-20“-Ausführung verfügt ihr Radar über nahezu doppelt so viele Betriebsmodi, die Möglichkeit des automatischen Geländefolgefluges (Terrainfolgeradar), eine verbesserte defensive Avionik, ein laser-basiertes System zur Erkennung von Kondensstreifen und einen neuen Waffencomputer, der wesentlich mehr Waffen unterstützt. Der Radarquerschnitt der Maschine wurde deutlich verkleinert (unter anderem durch verbesserte Abdeckungen im Rückenbereich), wobei hierfür die komplette Entfernung der Oberfläche und von Teilen der Struktur notwendig wurde. Alle „Block-20“-Maschinen wurden auf diesen Stand gebracht.

### Weitere Kampfwertsteigerungen

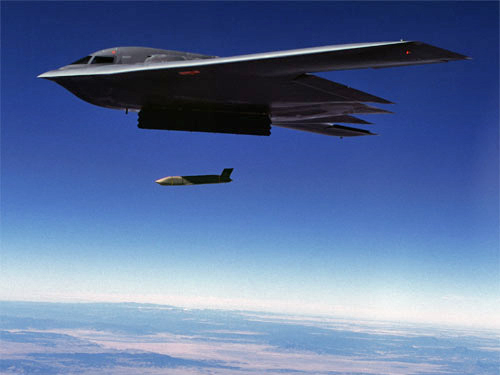
Eine B-2 startet einen AGM-158-JASSM-Marschflugkörper

Die relativ kleine B-2-Flotte erhielt auch nach der Einführung der „Block-30“-Modifikationen mehrfach weitere Kampfwertsteigerungen. Diese bezogen sich meist auf die Integration neuer Waffensysteme wie zum Beispiel der AGM-154 JSOW oder der Paveway-Serie. Momentan laufen Integrationsprogramme für Bomben vom Typ GBU-39 und MOP. Im Bereich Kommunikation wurde ein MIDS-Terminal (unterstützt u. a. Link 16) sowie ein neues Satellitenkommunikationssystem eingebaut, das eine Verbindung zu den neuen AEHF-Satelliten aufbauen kann. Außerdem soll ein neuer LPI-Datenlink („Advanced Tactical Data Link“) implementiert werden, der die Kommunikation mit der F-22 und der F-35 ermöglichen soll. Die Prozessoren wurden im Verlaufe der Dienstzeit ebenfalls gegen neuere Modelle ausgetauscht, wie etwa die Integration von PowerPC-Prozessoren, neuen Lichtwellenleitern und Massenspeichern. Im November 2002 erhielt Raytheon den Auftrag, die passiven Phased-Array-Antennen durch AESA-Modelle zu ersetzen, um die Leistung des Bordradars zu steigern. Jede der beiden Antennen soll über mehr als 2000 Transmitter verfügen, wobei die Installation bis zum Jahr 2011 abgeschlossen sein soll. Die erste entsprechend modernisierte B-2 wurde am 17. März 2009 an die Air Force ausgeliefert. Im Februar 2008 erhielt Northrop Grumman den Auftrag, die Avionik und den Waffencomputer so zu modernisieren, dass die B-2 auch bewegliche Ziele wirkungsvoll bekämpfen kann.
Vor dem Hintergrund einer stetigen Weiterentwicklung von Radar- und Flugabwehrsystemen wurde im Gegenzug die Verringerung des Radarquerschnittes der B-2 notwendig. Die angewendeten Maßnahmen unterliegen zu größten Teilen der Geheimhaltung. Es ist jedoch anzunehmen, dass Verbesserungen primär bei den radarabsorbierenden Materialien und der Flugzeugoberfläche durchgeführt wurden, da die Struktur des Flugzeugs nicht mehr tiefgreifend zu akzeptablen Preisen umgebaut werden kann. Bekannt ist, dass die B-2-Flotte ab 2004 nach und nach mit einer neuen radarabsorbierenden Beschichtung versehen wurde. Das von Northrop Grumman entwickelte „alternate high frequency material“ (AHFM) ermöglicht eine deutlich schnellere und einfachere Wartung der Flugzeuge.

## Technische Daten
| Kenngröße                | Daten |
| ------------------------ | --- |
| Besatzung                | 2 |
| Länge                    | 21,03 m |
| Spannweite               | 52,40 m |
| Flügelfläche             | ≈ 490 m² |
| Flügelstreckung          | ≈ 5,6 |

Risszeichnung der B-2

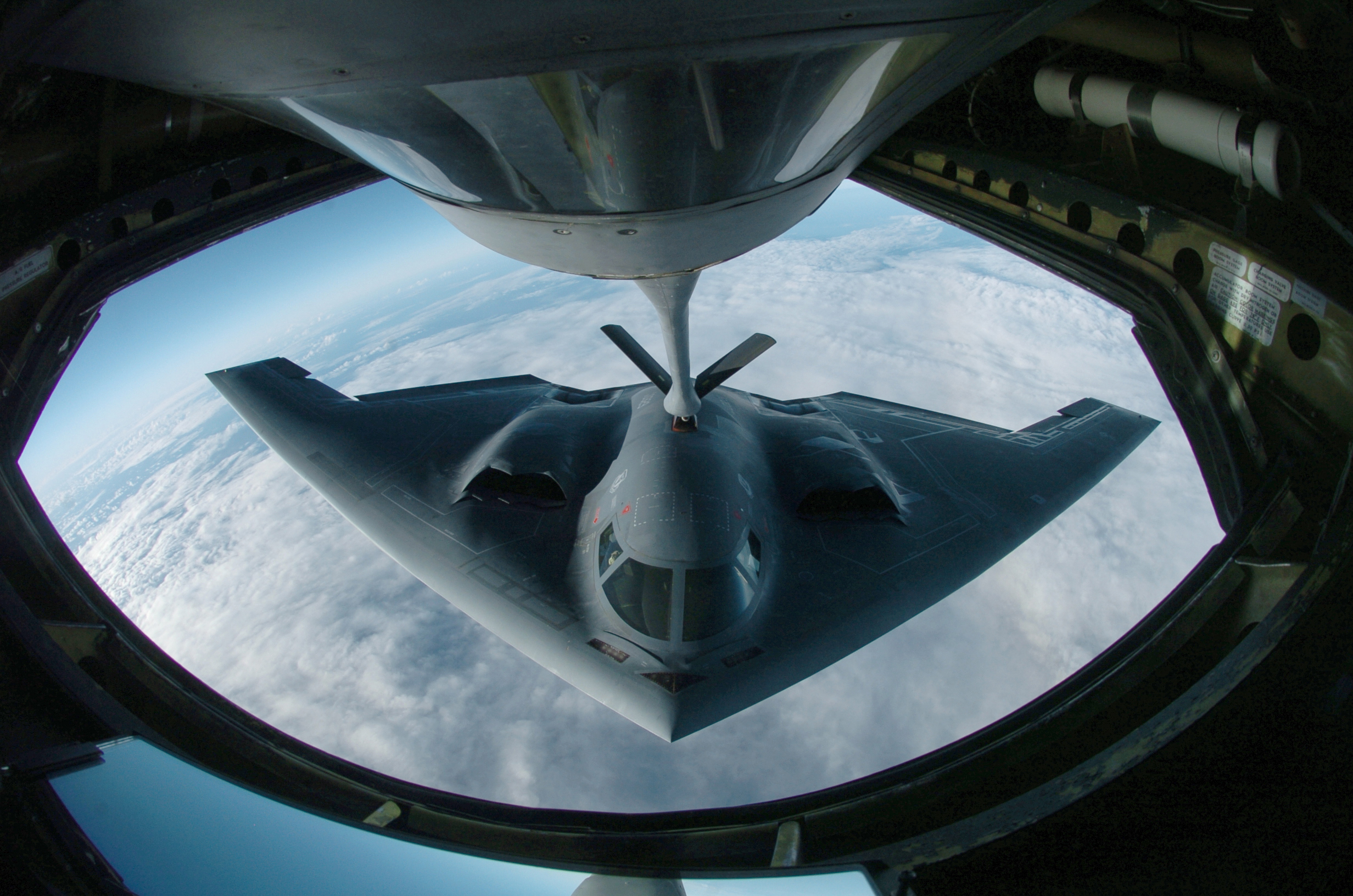
Eine B-2 während der Luftbetankung

| Tragflächenbelastung     | - minimal (Leermasse): 148 kg/m² - maximal (maximale Startmasse): 312 kg/m²                                                                |
| Höhe                     | 5,18 m |
| Leermasse                | 72.575 kg |
| maximale Startmasse A1   | 152.635 kg |
| Tankkapazität            | 111.291 Liter (75.575 kg) |
| Antrieb                  | 4 × General Electric F118-GE-100-Mantelstromtriebwerke mit je 84,6 kN Schub                                                                |
| Schub-Gewicht-Verhältnis | - maximal (Leermasse): 0,48 - minimal (maximale Startmasse): 0,23                                                                          |
| Höchstgeschwindigkeit    | - 1010 km/h [Mach 0,82] (auf 40.000 ft / 12.000 m optimaler Höhe) - 1175 km/h [Mach 0,95] (auf Meereshöhe)                                 |
| Marschgeschwindigkeit    | - 900 km/h [Mach 0,72] (auf 40.000 ft / 12.000 m optimaler Höhe)                                                                           |
| Dienstgipfelhöhe         | 15.152 m |
| Reichweite               | - unbewaffnet max. 18.000 km ohne Luftbetankung - bei maximaler Startmasse: - Hi-Hi-Hi-Profil: A2 11.670 km - Hi-Lo-Hi-Profil: A3 8.150 km |
| Stückpreis               | - Flyaway: 727 Mio. US-Dollar - Systempreis: 882 Mio. US-Dollar - inkl. Entwicklung: 2,02 Mrd. US-Dollar                                   |
| Anzahl                   | aktiv: 19; ANG: 0; Reserve: 0; Verlust: 2                                                                                                  |

## Bewaffnung

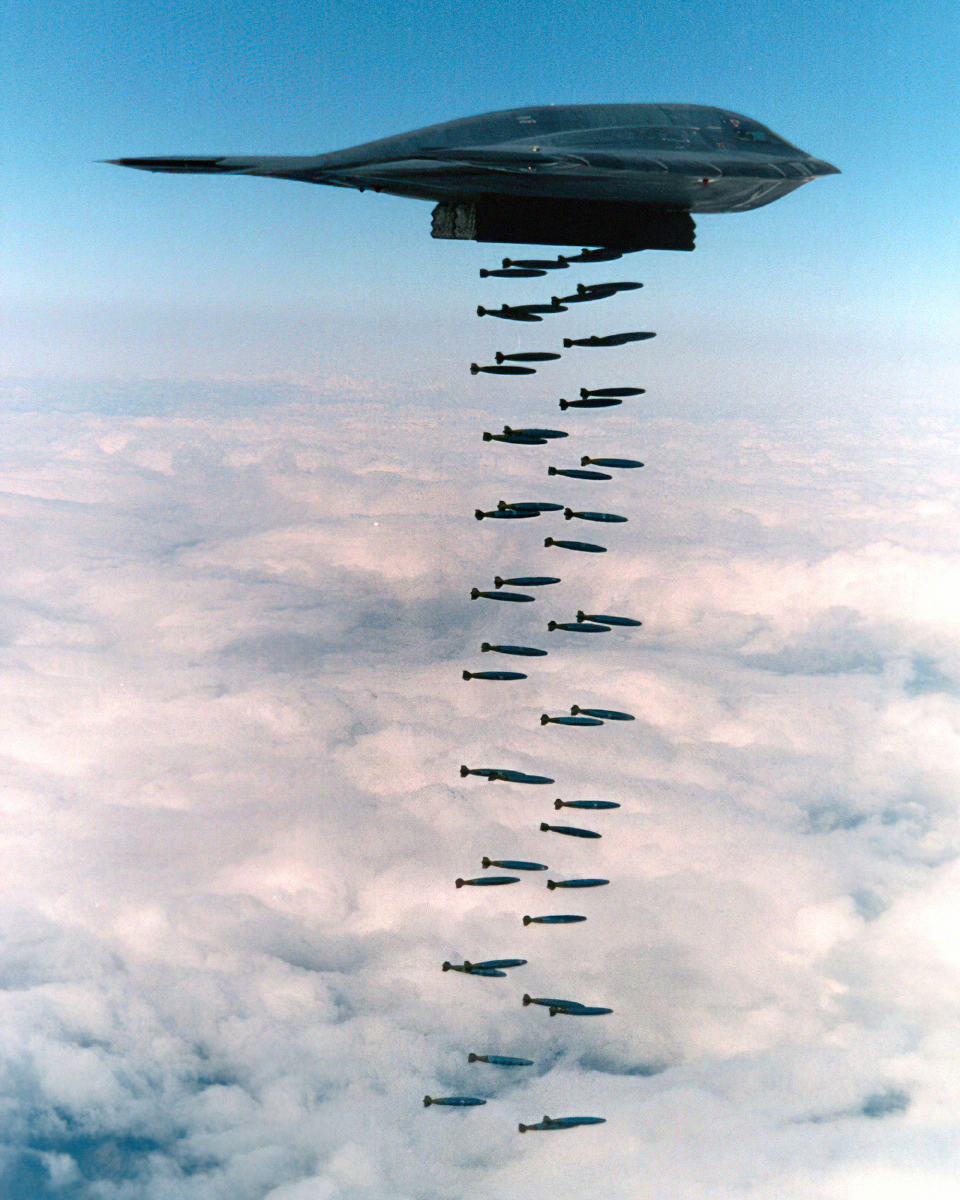
Eine B-2 wirft MK-82-Bomben ab

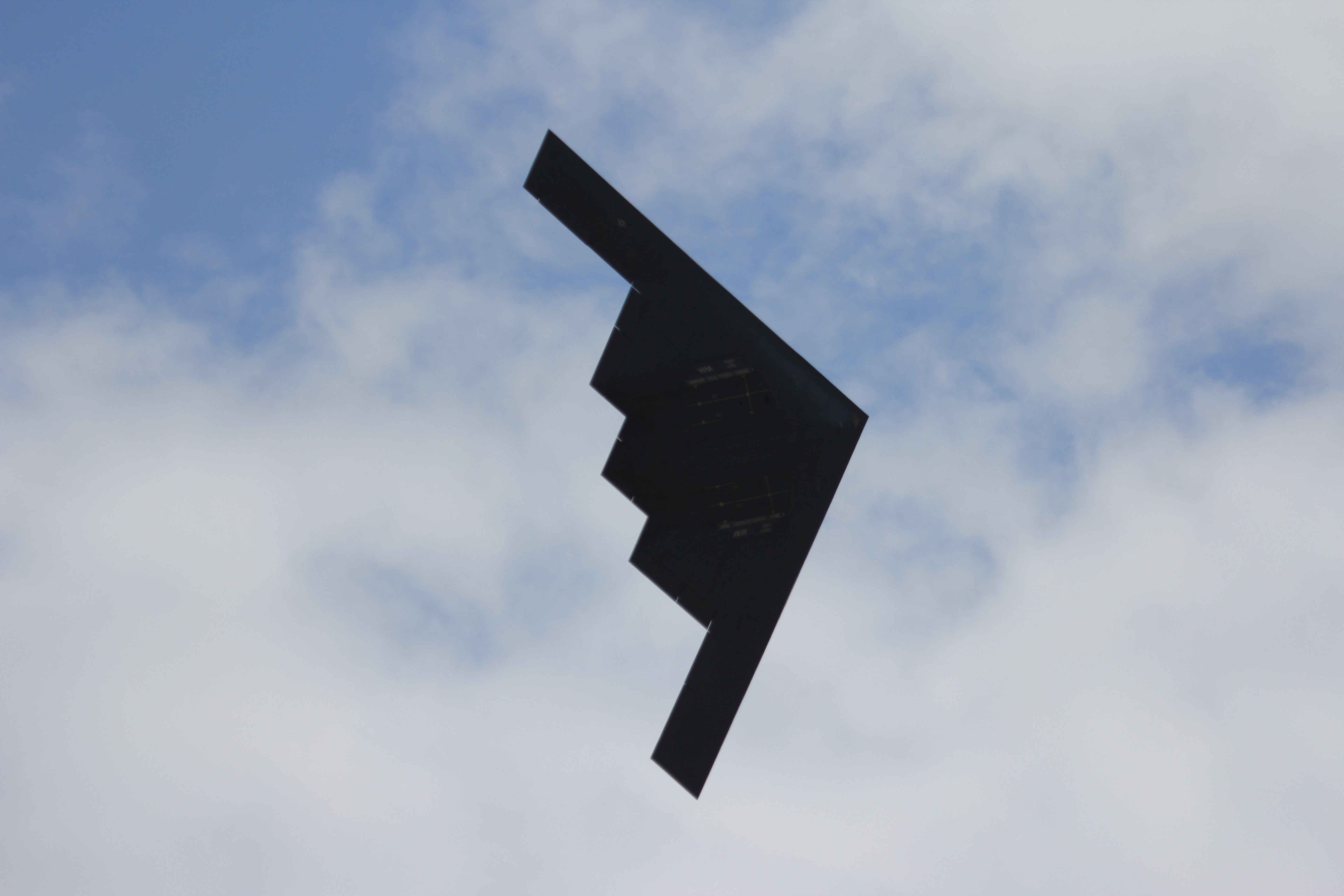
Die B-2 „Spirit of Ohio“ bei der Joint Base Lewis-McChord (JBLM) Air Expo 2012

In zwei Waffenschächten können unter Normalbedingungen bis zu 18.144 kg an Waffen mitgeführt werden. Theoretisch sind bis zu 35.800 kg möglich, jedoch würde durch eine solch hohe Waffenlast die Reichweite stark reduziert werden, da auf etwa ein Drittel des Treibstoffes verzichtet werden müsste.
| Typ               | Bezeichnung        | Anzahl | Masse      | Anmerkungen                                         |
| ----------------- | ------------------ | ------ | ---------- | --------------------------------------------------- |
| ungelenkte Bomben |                    |        |            |                                                     |
| nuklear           | B61                | 16     | 320–540 kg | max. 300 kt Sprengkraft                             |
| nuklear           | B83                | 16     | 1090 kg    | max. 1,2 Mt Sprengkraft                             |
| konventionell     | Mark 82            | 80     | 227 kg     |                                                     |
| konventionell     | Mark 84            | 16     | 908 kg     |                                                     |
| konventionell     | M117               | 36     | 340 kg     |                                                     |
| Wasserbombe       | DST Mk 36          | 80     | 227 kg     |                                                     |
| Seemine           | Mark 62            | 80     | 227 kg     | Grundmine mit seismischen und magnetischen Sensoren |
| Streubombe        | CBU-87             | 36     | 430 kg     | 202 BLU-97                                          |
| Streubombe        | CBU-89             | 36     | 322 kg     | 72 Panzerabwehrminen 22 Antipersonenminen           |
| Streubombe        | CBU-97             | 36     | 420 kg     | 40 BLU-108 (autonome Zielsuche)                     |
| gelenkte Bomben   |                    |        |            |                                                     |
| GPS-Lenkung       | GBU-38 JDAM        | 80     | 227 kg     |                                                     |
| GPS-Lenkung       | GBU-32 JDAM        | 16     | 454 kg     |                                                     |
| GPS-Lenkung       | GBU-36             | 8      | 908 kg     | nachgerüstete Mk-84-Bombe                           |
| GPS-Lenkung       | GBU-37             | 8      | 2041 kg    | Mit BLU-113-Gefechtskopf                            |
| GPS-Lenkung       | EGBU-28            | 8      | ≈ 2268 kg  | basiert auf der GBU-28                              |
| GPS-Lenkung       | GBU-57 MOP         | 2      | 13.600 kg  |                                                     |
| GPS-Lenkung       | CBU-103            | 36     | 430 kg     | 202 BLU-97                                          |
| GPS-Lenkung       | CBU-104            | 36     | 322 kg     | 72 Panzerabwehrminen 22 Antipersonenminen           |
| GPS-Lenkung       | CBU-105            | 36     | 420 kg     | 40 BLU-108 (autonome Zielsuche)                     |
| Laser-Lenkung     | GBU-27 Paveway III | 8      | 1065 kg    |                                                     |
| Laser-Lenkung     | GBU-28 Paveway III | 8      | 2268 kg    |                                                     |
| Abstandswaffen    |                    |        |            |                                                     |
| Gleitbombe        | GBU-39 SDB         | 216    | 129 kg     | Integration läuft                                   |
| Gleitbombe        | AGM-154 JSOW       | 16     | ≈ 475 kg   |                                                     |
| Marschflugkörper  | AGM-158 JASSM      | 16     | 1020 kg    |                                                     |